# Nnamdi Azikiwe

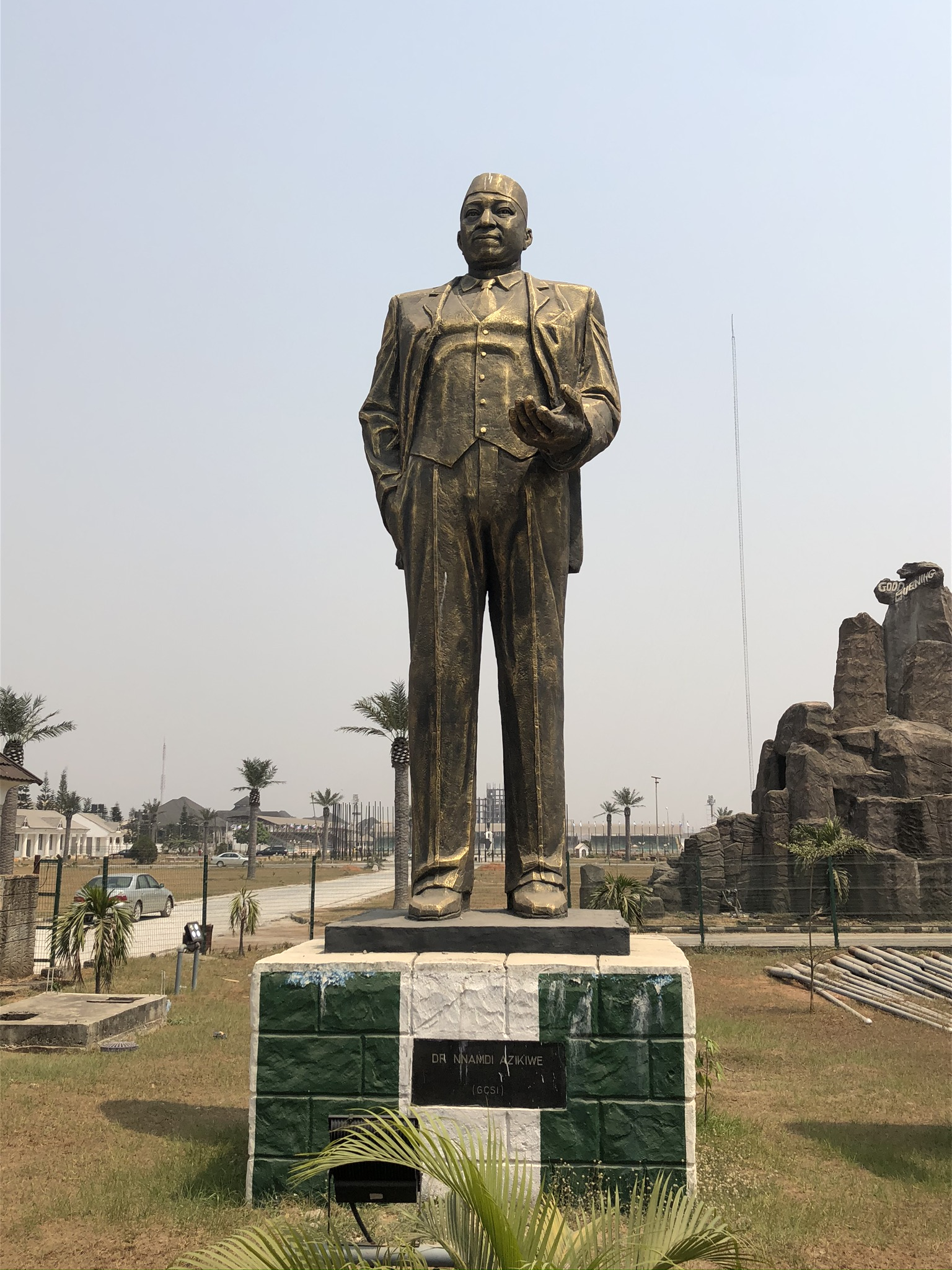

Benjamin Nnamdi Azikiwe, vanligen kallad Nnamdi Azikiwe eller vid smeknamnet Zik, född den 16 november 1904 i Zungeru i norra Nigeria, död den 11 maj 1996 i Nsukka, var en nigeriansk politiker, den förste presidenten i Nigeria. Azikiwe sågs som en mästerlig politiker, och har jämförts med bland andra Kwame Nkrumah och Nelson Mandela.

## Biografi
Azikiwes föräldrar tillhörde igbofolket. Han föddes i Zungeru i norra Nigeria, men växte upp i Onitsha. När hans far sades upp från sitt arbete av britterna slutade Azikiwe som en protest att använda sitt engelska förnamn Benjamin, och började enbart kalla sig Nnamdi Azikiwe.
Azikiwes skolgång började i Onitshas missionsskolor 1912, varpå han gick i Wesleyan Boys High School i Lagos. Studierna fortsatte vid Hope Wadell Training Institution i Calabar, där han bland annat lärde sig hausa, yoruba och efik. Han flyttade vid 21 års ålder till USA 1925, där han först tog en fil kand i statsvetenskap på Columbia University 1927, och därefter en magistersexamen i antropologi på University of Pennsylvania 1934. I USA kom han i kontakt med skrifter av Marcus Garvey, James Aggrey och W. E. B. Du Bois.
Azikiwe flyttade tillbaka till Nigeria 1937, efter att kort ha arbetat som journalist i Accra i Guldkusten (nuvarande Ghana). Väl hemma grundade han en tidningsgrupp som stödde landets nationalistiska strävan, och blev bekant med "den nigerianska nationalismens fader", sir Herbert Macaulay. Dessa båda organiserade tillsammans nationalistpartiet National Council for Nigeria and the Cameroons (NCNC), där Azikiwe 1945 valdes till ordförande. 1954 blev han den första premiärministern i Östra Nigeria, en av de tre regionerna i kolonin. När Nigeria sedan blev självständigt i oktober 1960 bildade NCNC en koalition med NPC, som hade vunnit valet. Azikiwe blev därefter landets generalguvernör. 1963 blev han så den förste presidenten i den fria staten Nigeria, tills han avsattes i en statskupp den 15 januari 1966.
Oron i landet kulminerade 1967, då det nigerianska inbördeskriget bröt ut. Azikiwe stödde Biafra i deras självständighetssträvan, men då kriget gick mot sitt slut 1970 förespråkade han ett återförenande. Efter kriget var han rektor för University of Lagos mellan 1972 och 1976. Då Nigeria 1979 efter flera år av militärstyre höll fria val ställde Azikiwe upp i presidentvalet för sitt nya parti Nigerian People's Party (NPP), men utan framgång. Han ställde därefter upp i valet 1983, men inte heller då lyckades han vinna. Han drog sig då tillbaka från politiken och bosatte sig i Nsukka, där han avled den 11 maj 1996.

## Författarskap
Azikiwe var även en produktiv författare, och skrev många politiska essäer och artiklar, böcker och dikter. Bland hans viktigaste verk är Liberia in World Politics (1934), Renascent Africa (1937) och självbiografin My Odyssey (1970).